# Bacteriaspis
Bacteriaspis is een geslacht van kevers uit de familie bladkevers (Chrysomelidae).
De wetenschappelijke naam van het geslacht werd in 1905 gepubliceerd door Julius Weise.

## Soorten
- Bacteriaspis scutellata (Baly, 1878)